# Putukrejo (Kalipare)
Putukrejo is een bestuurslaag in het regentschap Malang van de provincie Oost-Java, Indonesië. Putukrejo telt 3837 inwoners (volkstelling 2010).